# Wouter VII van Brienne
Wouter VII van Brienne (overleden 18 juli 1381) was een zoon van Zeger II van Edingen en van Johanna van Condé.
In 1364 volgde hij zijn vader op als graaf van Brienne en als Wouter IV ook als heer van Edingen.
Wouter werd door Lodewijk II van Male aangesteld als maarschalk van Vlaanderen en hij trad krachtdadig op tegen de rebellerende Gentenaars. Bekend is hij ook door zijn optreden tegen Geraardsbergen in 1381, waarbij zijn leger de stad brandschatte en plunderde. Wouter werd evenwel nog hetzelfde jaar in een door Gentenaars opgezette hinderlaag gedood. Zijn naaste bloedverwant Lodewijk van Edingen volgde hem op.